# Muntanya Assolada
Muntanya Assolada, Alzira. Poblat de l'Edat del Bronze en el marge dret del riu Xúquer, construït en el cim d'una contrafort de la Serra de Corbera, dominant la plana del riu des d'una altura de 227 m s.n.m. Les campanyes d'excavació es van iniciar en 1978, sota la direcció de Bernat Martí Oliver, i han continuat fins a 1996 havent-se reprès puntualment en 2004 els treballs en el jaciment. A partir dels anys 90 es van incorporar a la direcció Rosa Enguix Alemany i María Jesús de Pedro. L'àrea excavada en l'actualitat és de 700 m2 i comprèn diferents estructures d'habitació, com un carrer central i departaments de planta rectangular a banda i banda; una muralla de dos metres d'ample que conserva gairebé tres metres d'altura; sòls d'ocupació i episodis d'abandonament; estabulació de bestiar; i es van construir terrasses en les vessants per ampliar la seua superfície.
En l'actualitat el jaciment és propietat de l'Ajuntament d'Alzira i la represa de les excavacions per part del Servei d'Investigació Prehistòrica té com a objectiu la consolidació de les estructures exhumades i la seua senyalització per a l'accés de visites.
Una cova d'enterrament en les proximitats ens parla de la continuïtat en la utilització de les coves naturals com a necròpolis, i també s'ha localitzat un enterrament individual en fossa a l'interior del poblat. D'altra banda, els materials recuperats mostren una àmplia seqüència cronològica entre el Bronze Antic i el Bronze tardà.

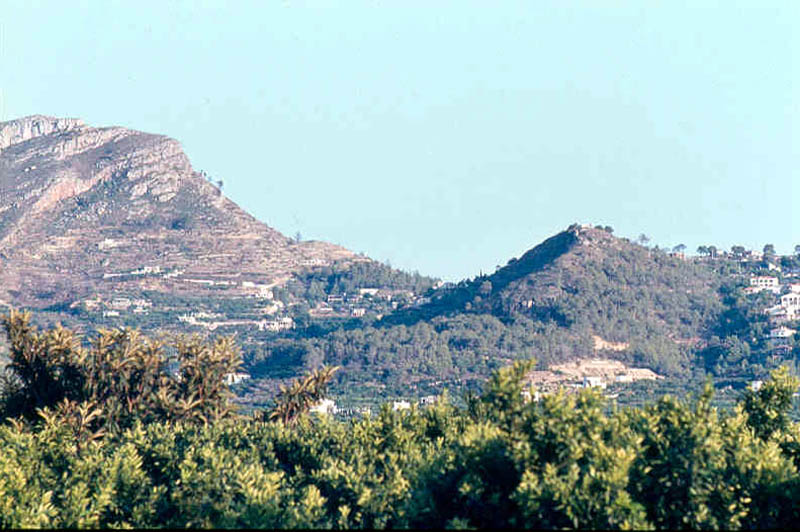
Situació geogràfica de la Muntanya Assolada

## Localització
En el marge dret del Xúquer es troba el poblat de l'edat del bronze de la Muntanya Assolada d'Alzira. Assentament construït en el cim d'un contrafort de la Serra de Corbera, a l'oest del Tallat Roig, entre la Murta i el Barranc de l'Aixavegó, dominant la plana del riu des d'una altura de 227 m s.n.m. El topònim Muntanya Assolada respon al parcial enfonsament del cim ocorregut a la tardor de 1783, la nit del 24 al 25 d'octubre. Fins aleshores el lloc era conegut com a Muntanya de la Font del Baladre.

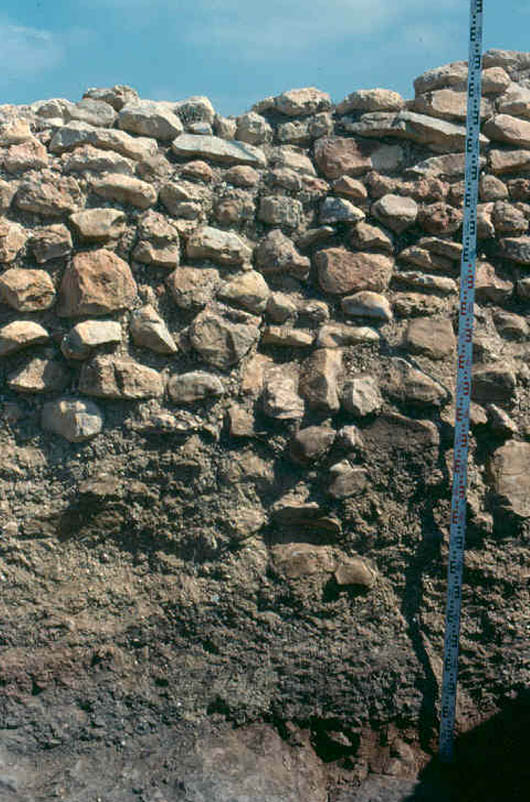
Zona de mur

## Intervencions arqueològiques
Les excavacions realitzades pel Servei d'Investigació Prehistòrica es van iniciar en 1978 i van continuar fins a 1996, reprenent-se a partir de 2004. L'àrea excavada en l'actualitat és de més de 700 m2 i correspon a diferents estructures d'habitació amb potents dipòsits antròpics i evidències de les diferents activitats allí desenvolupades, com per exemple sòls d'ocupació i episodis d'abandonament en els quals es detecta l'acció del foc, potser per a la combustió de materials acumulats, l'estabulació del bestiar, i la construcció de terrasses dels vessants que amplien gradualment la superfície del poblat. En la seva part superior s'aprecia un carrer central i departaments a ambdós costats, en un dels quals s'ha documentat un forn domèstic per a la cocció del pa o per a torrar cereals, i en un altre l'entrada mitjançant graons de pedra.
Envoltats per una muralla de quasi dos metres d'amplària i que conserva tres metres d'altura, edificada sobre un cim que ha estat abancalat per sòlides construccions de pedra i fang disposades en talús, perllongant-se així l'assentament en el vessant. L'existència de diferents nivells d'ocupació, manifestats per l'estratigrafia i pels materials, es corrobora per les remodelacions de les construccions, algunes emplenades de forma ràpida i intencionada per donar lloc a noves línies de construcció, si bé tot sembla indicar que la seua ocupació va ser continuada al llarg de l'Edat del Bronze.

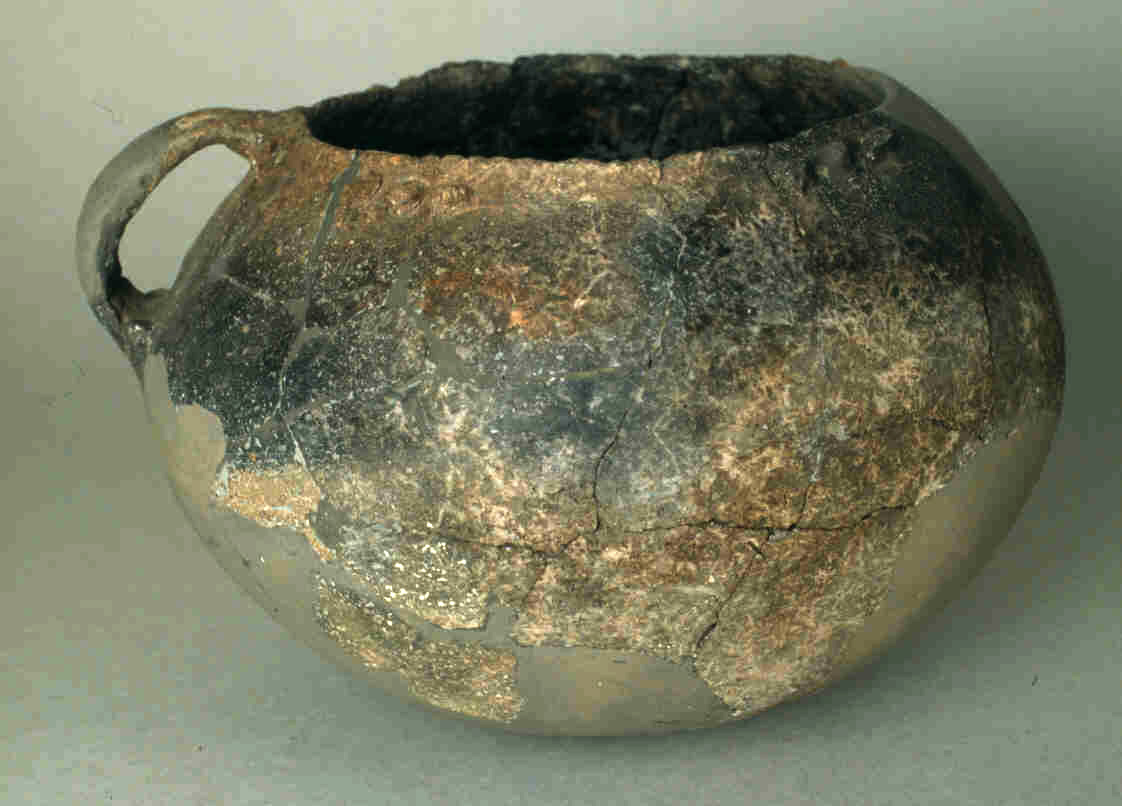
Recipient ceràmic

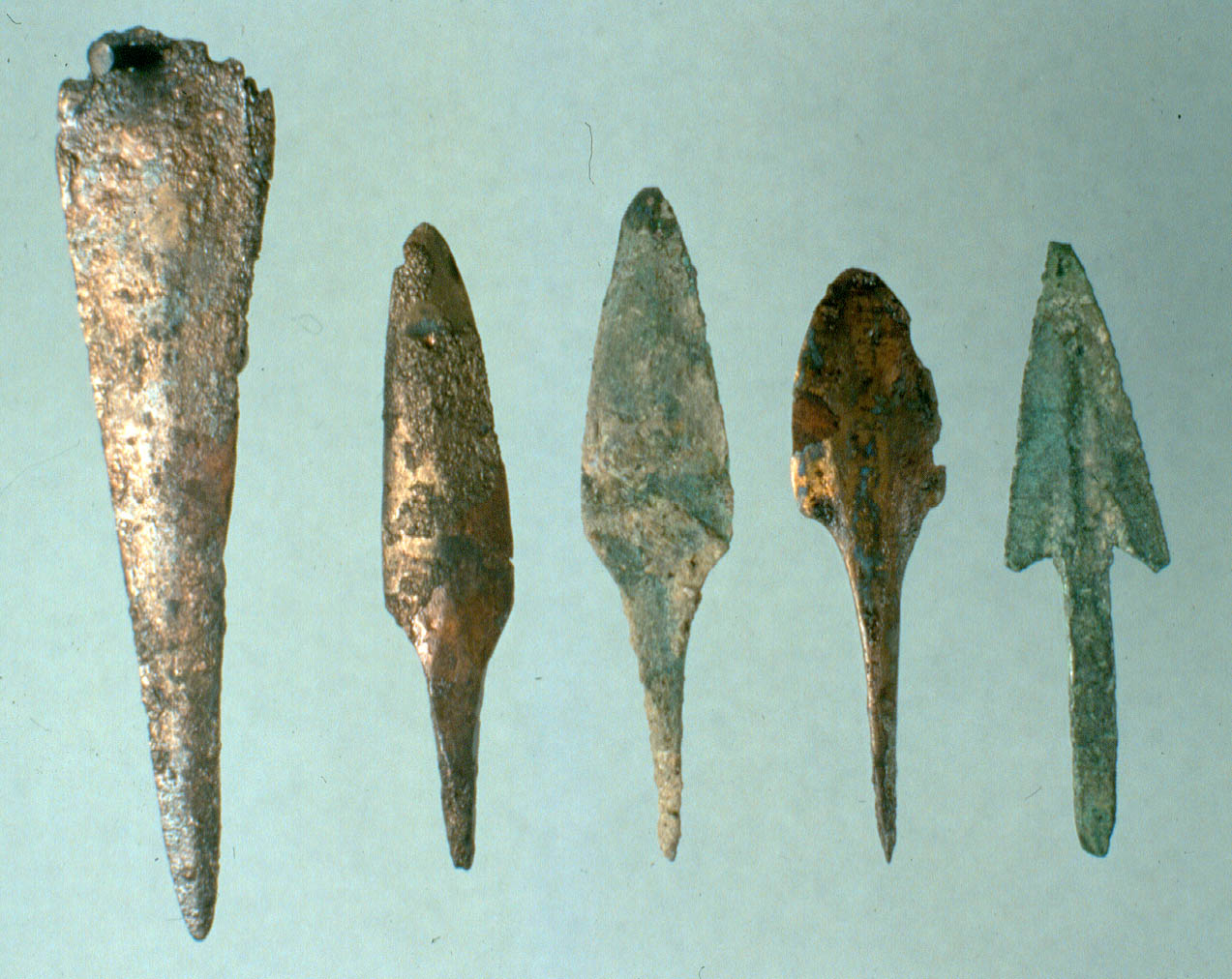
Puntes de metall

## Materials arqueològics
Els materials es troben dipositats en el Museu de Prehistòria de València. La ceràmica mostra una gran varietat de formes, com a bols i escudelles, olles i orses d'emmagatzematge, vasos carenats i geminats, o culleres; i de motius decoratius com a incisions, puntillats, cordons digitats, o decoració brunyida. Entre els objectes metàl·lics es troben punxons, puntes de fletxa, un punyal de reblons i un cisell, a més d'altres elements vinculats a l'activitat metal·lúrgica com a escòries, un martell de pedra i un gresol ceràmic. La indústria lítica compta amb una bona representació de dents de falç i puntes de fletxa de sílex, útils de pedra polida i restes de talla nombrosos. I la indústria òssia està representada per punxons, espàtules i cisells, i per un anell i diferents botons d'ivori. Les restes de fauna ofereixen la imatge d'un poblat agrícola amb predomini d'ovelles i cabres, utilitzant-se el bou com a animal de tir i força, i com a productor de carn i llet; també es cria el porc i es coneixen restes de cavall i gos. La caça del cérvol, més enllà de la necessària protecció dels cultius davant els hervíboros, indica l'existència d'una cobertura vegetal notable. La datació d'un conjunt de fauna (ovicaprins) procedent de l'estrat inferior d'un espai existent entre la muralla superior i una estructura atalussada que se li adossa, ha proporcionat una data de 3470±70 BP, entre 1890 i 1690 AC.

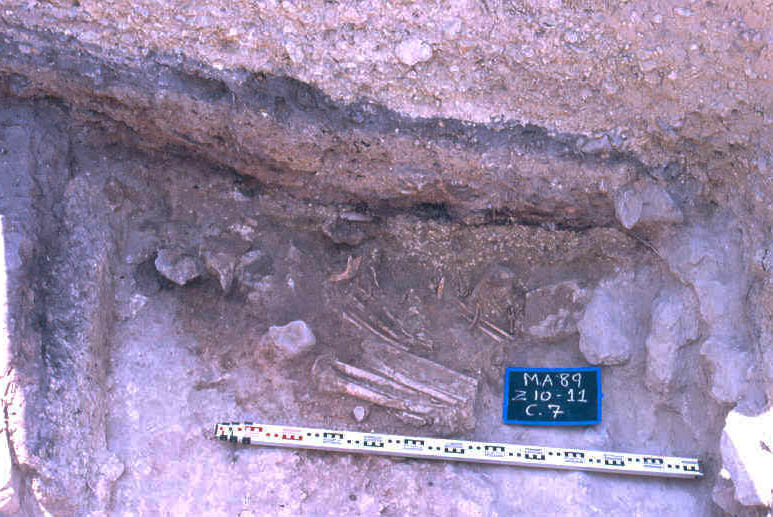
Enterrament humà

## Enterraments humans
La presència d'enterraments humans en el jaciment queda testificada per l'excavació d'una petita cova sepulcral immediata al poblat, en l'escarpament del seu costat sud-oriental, que va proporcionar restes d'un mínim de quatre individus, ossos d'animals i part de l'aixovar que acompanyava els inhumats. D'altra banda, en el seu vessant meridional més occidental, a l'espai delimitat per un ampli mur i per diferents filades de pedra que se succeeixen al llarg del pendent exterior, es va excavar una fossa de planta circular que contenia un altre enterrament humà, sota una sedimentació de més de dos metres de potència. L'inhumat es trobava en posició fetal, decúbit lateral dret, amb les cames doblegades i els peus creuats. El braç dret allargat per darrere de l'esquena i la mà aixafada per un bloc. El braç esquerre estava flexionat per davant del cos i la mà estirada per sota de la cara, faltant la major part del crani i maxil·lar superior. La datació absoluta d'aquest individu per C-14 ha proporcionat una data de 3760±40 BP, entre 2210 i 2130 AC.

## Rellevància en el seu context
La Muntanya Assolada ha estat considerada com un poblat típic del Bronze Valencià d'acord amb alguns motius decoratius de la ceràmica, els vasos de forma globular i carena alta, l'arcaisme de la indústria lítica, la metal·lúrgia de coure o la cova sepulcral trobada al costat del poblat. El final de la seua ocupació es relaciona amb el Bronze Tardà, atenent als vasos carenats de perfil acampanat i amb acusat angle d'inflexió, les bases planes o la presència d'autèntic bronze entre els objectes metàl·lics. En efecte, la tipologia dels gots de Muntanya Assolada respon al que és habitual dels poblats del Bronze Valencià però, en els seus nivells superiors, formes com els esmentats vasos carenats estan acompanyats dels geminats, i dels bols i cassoles de vora oberta, considerades més evolucionades. Les dues datacions absolutes es mostren d'acord amb una seqüència que aniria del Bronze Antic al Tardà. La Muntanya Assolada i altres jaciments propers representen la continuïtat d'un poblament que ens porta des de l'Edat del Bronze a la Cultura Ibèrica, en un territori permanentment ocupat com el de la Ribera del Xúquer. El jaciment s'abandona en els moments finals del Bronze Ple o al començament del Bronze Tardà per donar pas a un poblament que se situa en el pla, en Cases de Montcada primer, en Escoles Pies durant el Bronze Final i en L'Alteret de la Vintihuitena d'Albalat en l'edat del ferro, per ocupar posteriorment el vessant de turons més elevats amb l'arribada de la iberizació.